# His Last Walk
| Recensione    | Giudizio |
| ------------- | -------- |
| Sputnik Music | [ 6 ]    |
| Absolute Punk | 81%      |

His Last Walk è l'album di debutto del gruppo post-hardcore statunitense Blessthefall. Pubblicato il 10 aprile 2007, è l'unico album del gruppo che vede Craig Mabbitt alla voce, che è stato sostituito da Beau Bokan dopo la pubblicazione dell'album. Dall'album sono stati estratti quattro singoli: Higinia, Guys Like You Make Us Look Bad, A Message to the Unknown e Rise Up.

## Tracce
1. A Message to the Unknown – 3:32
2. Guys Like You Make Us Look Bad – 3:55
3. Higinia – 2:46
4. Could Tell a Love – 2:51
5. Rise Up – 3:42
6. Times Like These – 4:07
7. Pray – 4:18
8. With Eyes Wide Shut – 2:54
9. Wait for Tomorrow – 3:25
10. Black Rose Dying – 4:03
11. His Last Walk – 2:51

Tracce incluse nella ripubblicazione
1. Rise Up (Acoustic version) – 4:09
2. I Wouldn't Quit If Everyone Quit – 3:10

## Formazione
- Craig Mabbitt - voce
- Eric Lambert - chitarra solista
- Mike Frisby - chitarra ritmica
- Jared Warth - basso, pianoforte, scream
- Matt Traynor - batteria, percussioni